# Dynastia kasycka
Dynastia kasycka, znana też jako III dynastia z Babilonu – jedna z królewskich dynastii mezopotamskich, której władcy rządzili Babilonią w latach ok. 1595-1155 p.n.e.
Według Babilońskiej listy królów A dynastia kasycka panować miała w Babilonii po I dynastii z Babilonu (1894-1595 p.n.e.), a przed II dynastią z Isin (ok. 1157-1027 p.n.e.). To samo źródło podaje, że należeć do niej miało 36 władców, którzy w sumie panować mieli przez 576 lat i 9 miesięcy. Pierwsi z wymienionych tam władców, jak Gandasz, Agum I czy Kasztiliasz I, byli najprawdopodobniej w rzeczywistości jedynie przywódcami plemion Kasytów w czasach panowania ostatnich władców z I dynastii z Babilonu. Źródła do historii Kasytów sprzed 1500 roku p.n.e. są bardzo rzadkie i ustalenie kolejności następowania po sobie władców i długości ich panowania jest dla tego okresu bardzo trudne. Uznaje się, iż zjednoczenie Babilonii pod berłem Kasytów nastąpiło za czasów panowania Ulam-Buriasza (1 poł. XV w. p.n.e.?), który przyłączyć miał do niej Kraj Nadmorski. Największy rozkwit państwo kasyckie przeżywało za czasów panowania Kadaszman-Enlila I (ok. 1380-1359 p.n.e.) i Kurigalzu II (ok. 1332-1308 p.n.e.). Upadek dynastii nastąpił w połowie XII wieku p.n.e. na skutek najazdów królów elamickich na Babilonię.
| Wcześni władcy kasyccy (ok. 1750-1600 p.n.e.) | Wcześni władcy kasyccy (ok. 1750-1600 p.n.e.) |
| imię władcy                                   | przybliżone datowanie                         |
| --------------------------------------------- | --------------------------------------------- |
| Gandasz                                       | 2 połowa XVIII w. p.n.e.                      |
| Agum I                                        | przełom XVIII/XVII w. p.n.e.                  |
| Kasztiliasz I                                 | 1 poł. XVII w. p.n.e. ?                       |
| Uszszi                                        | 1 poł. XVII w. p.n.e. ?                       |
| Abi-Rattasz                                   | 2 poł. XVII w. p.n.e. ?                       |
| Kasztiliasz II                                | 2 poł. XVII w. p.n.e. ?                       |
| Urzigurumasz                                  | 2 poł. XVII w. p.n.e. ?                       |
| Harba-Szipak                                  | 1 poł. XVI w. p.n.e. ?                        |
| Tiptakzi                                      | 1 poł. XVI w. p.n.e. ?                        |

| Władcy kasyccy rządzący Babilonią (ok. 1600-1155 p.n.e.) | Władcy kasyccy rządzący Babilonią (ok. 1600-1155 p.n.e.) |
| imię władcy                                              | przybliżone datowanie                                    |
| -------------------------------------------------------- | -------------------------------------------------------- |
| Agum II / Agum-kakrime                                   | 1 połowa XVI w. p.n.e. ?                                 |
| Burna-Buriasz I                                          | koniec XVII w. p.n.e. ? / XVI w. p.n.e. ?                |
| Kasztiliasz III                                          | 2 połowa XVI w. p.n.e. ? / 1 połowa XV w. p.n.e. ?       |
| Ulam-Buriasz                                             | 1 połowa XV w. p.n.e. ?                                  |
| Agum III                                                 | 1 połowa XV w. p.n.e. ?                                  |
| Kara-indasz                                              | koniec XV w. p.n.e.                                      |
| Kadaszman-Harbe I                                        | koniec XV w. p.n.e.                                      |
| Kurigalzu I                                              | przełom XV/XIV w. p.n.e.                                 |
| Kadaszman-Enlil I                                        | ok. 1374-1360 p.n.e.                                     |
| Burna-Buriasz II                                         | ok. 1359-1333 p.n.e.                                     |
| Kara-Hardasz                                             | ok. 1333 p.n.e.                                          |
| Nazi-Bugasz                                              | ok. 1333 p.n.e.                                          |
| Kurigalzu II                                             | ok. 1332-1308 p.n.e.                                     |
| Nazi-Maruttasz                                           | ok. 1307-1282 p.n.e.                                     |
| Kadaszman-Turgu                                          | ok. 1281-1264 p.n.e.                                     |
| Kadaszman-Enlil II                                       | ok. 1263-1255 p.n.e.                                     |
| Kudur-Enlil                                              | ok. 1254-1246 p.n.e.                                     |
| Szagarakti-Szuriasz                                      | ok. 1245-1233 p.n.e.                                     |
| Kasztiliasz IV                                           | ok. 1232-1225 p.n.e.                                     |
| Enlil-nadin-szumi                                        | ok. 1224 p.n.e.                                          |
| Kadaszman-Harbe II                                       | ok. 1223 p.n.e.                                          |
| Adad-szuma-iddina                                        | ok. 1222-1217 p.n.e.                                     |
| Adad-szuma-usur                                          | ok. 1216-1187 p.n.e.                                     |
| Meli-Szipak                                              | ok. 1186-1172 p.n.e.                                     |
| Marduk-apla-iddina I                                     | ok. 1171-1159 p.n.e.                                     |
| Zababa-szum-iddina                                       | ok. 1158 p.n.e.                                          |
| Enlil-nadin-ahi                                          | ok. 1157-1155 p.n.e.                                     |